# Titularbistum Baliana
Baliana ist ein Titularbistum der römisch-katholischen Kirche. 
Es geht zurück auf einen früheren Bischofssitz in der gleichnamigen antiken Stadt, die sich in der römischen Provinz Mauretania Caesariensis im heutigen nördlichen Algerien befand.
| Titularbischöfe von Baliana |                                      |                                                                     |                  |                   |
| Nr.                         | Name                                 | Amt                                                                 | von              | bis               |
| 1                           | Georges Six CICM                     | Apostolischer Vikar von Léopoldville (Demokratische Republik Kongo) | 26. Februar 1934 | 24. November 1952 |
| 2                           | Martín Fulgencio Elorza Legaristi CP | Prälat von Moyobamba (Peru)                                         | 3. Oktober 1953  | 30. Dezember 1966 |
| 3                           | Juan Eliseo Mojica Oliveros          | Weihbischof in Tunja (Kolumbien)                                    | 20. Februar 1967 | 4. Juni 1970      |
| 4                           | Josip Sálac                          | Weihbischof in Zagreb (Jugoslawien)                                 | 16. Juni 1970    | 19. Dezember 1975 |
| 5                           | Ferdinand Maemba Liwoke              | Weihbischof in Lolo (Demokratische Republik Kongo)                  | 17. März 1983    | 28. August 1987   |
| 6                           | Carlos Prada Sanmiguel               | Weihbischof in Medellín (Kolumbien)                                 | 20. Januar 1988  | 21. Juni 1994     |
| 7                           | José González Alonso                 | Weihbischof in Teresina (Brasilien)                                 | 7. Dezember 1994 | 20. Juni 2001     |
| 8                           | Andrés Arteaga Manieu                | Weihbischof in Santiago de Chile (Chile)                            | 10. Juli 2001    |                   |